# 1918年1月德國罷工
1918年1月德國罷工（德語：Januarstreiks）是一場席捲整個德意志帝國，反對第一次世界大戰的勞工抗議行動，自1月25日持續至2月1日。與此前在奧匈帝國於1918年1月3日至25日爆發的「奧匈帝國罷工」有所區別，後者在德語中被稱為。本次罷工於1月28日在柏林開始，並蔓延到德國各地，但抗議行動最終以失敗收場。罷工的原因為食品短缺、對一戰的厭戰情緒及俄國的十月革命，促使革命派的馬克思主義者壯大。罷工由獨立社會民主黨（USPD）策劃，該黨左翼即斯巴達克同盟，當時正鼓動以革命結束戰爭。雖然德國罷工潮是奧地利早期的罷工行動引發的，但德國各地的大規模響應，證明獨立社會民主黨對德國政治的影響日益壯大。在其高峰期，罷工影響地區包括基爾、漢堡、曼海姆和奧格斯堡等重要工業地區等地，罷工潮超過100萬人，直至軍方將罷工領袖逮捕或徵召入伍，送往前線，抗議才平息下來。

## 背景
1916年起，由於工資下降、糧食和能源短缺，德國境內非法罷工事件開始陸續增加。1916年6月，柏林超過五萬名工人發起罷工，抗議卡爾·李卜克內西被監禁。1917年4月，政府於柏林和萊比錫的工人，因麵包配給問題而發生暴動後，動用軍隊鎮壓抗議者。德國工人日益惡化的生活水平，使得反戰派的政黨，如德國獨立社會民主黨愈發壯大，推動建立了「工人委員會」，委員會雖然與蘇聯的同類組織不同，它們並非致力於激進行動或革命活動，但仍號召罷工和其他民眾參與。工人委員會的起源可以追溯到1916年德國政府通過的《輔助服務法》，該法允許在僱用超過50人的公司工作的工人成立委員會，就工資和工作條件進行協商。來自輔助委員會的代表，以及其他正式和非正式工人團體的代表，加入了獨立社會民主黨在各地支持的工人委員會。
1918年1月初，斯巴達克同盟開始散發傳單，呼籲舉行總罷工行動，但未確定行動日期，也未與獨立社會民主黨達成協議。理查德·穆勒（Richard Müller）革命領導人也認為勞工已經準備好進行有組織性的罷工，並提議在一月中旬的獨立社會民主黨聯合會議上發起罷工。在其代表和與會者的會議上，大多數人同意胡戈·哈澤 等領導人的觀點，即總罷工為必要性的行動，而海因里希·斯特羅貝爾（Heinrich Ströbel）在內的少數人則反對罷工。
該黨不願以書面形式呼籲罷工。但由於工人代表有影響力在工廠層面發起罷工，因此罷工时長和方式取決於工人們。1月27日，穆勒以工人領導人的身份說服柏林特納斯家族（Turners）一致宣布罷工。
同一時間，斯巴達克同盟的傳單開始發放，上面寫道「1月28日星期一，總罷工開始！」。

## 柏林抗議
1月28日，由當地代表和獨立社會民主黨組成的柏林金屬工人工會（Deutscher Metallarbeiter-Verband, DMV）要求不割地不賠款的和平、糧食救濟、結束徵兵制以及支持民主改革。，完整的訴求包括：
- 不割地不賠款的和平
- 工人代表參與和談
- 改善糧食供應
- 結束戒嚴狀態
- 恢復言論和集會自由
- 結束婦女和兒童勞動
- 結束軍隊對工廠的控制
- 釋放政治犯
- 德國國家民主化，包括所有20歲以上成年人的普選權

此外，獨立社會民主黨左翼，即斯巴達克同盟，包括領導人卡爾·李卜克內西和羅莎·盧森堡，則要求進行全球性的革命。
四十萬名工人開始罷工，主要集中在軍工廠和金屬廠。柏林的每座工廠，皆舉行了會議和選舉，革命代表均以多數派當選。直至中午，414名當選代表正在開會，並聽取了穆勒的綱領。轉而選舉了一個由11名成員組成的行動委員會，並邀請獨立社會民主黨和德國社會民主黨的代表，代表兩個德國主要的社會主義政黨。獨立社會民主黨的代表包含胡戈·哈澤和威廉·迪特曼（Wilhelm Dittmann），而社會民主黨的代表則是弗里德里希·艾伯特、菲利普·沙伊德曼和奧托·布勞恩。但會議卻被警察突襲的假訊息所造成的恐慌打斷，社會民主黨代表隨後離開。儘管晚間罷工人數已達五十萬，政府仍頒布了禁止工廠會議和罷工委員會的命令。
1月29日，行動委員會提名代表與德國內政部副部長會面，但其僅被允許與一名公務員會面，該公務員告知他們行動委員會已被政府宣布為非法，將受到刑事起訴。罷工者持續與警察對峙，軍隊則準備鎮壓罷工者，張貼紅色海報，通知戒嚴狀態升級，設立軍事法庭，並徵召士官來支援警察。行動委員會繼續發布傳單，呼籲加強罷工，並於31日在特雷普托公園舉行露天會議。
在特雷普托公園的會議上，艾伯特呼籲工人支持戰爭，受到了罷工者的譴責。迪特曼隨後在會議上因公開呼籲顛覆而被捕，並被定讞監禁五年。
2月1日，軍隊通知罷工者實行戒嚴。同時，行動委員會中的社會民主黨代表宣布，請工人們盡速回到崗位。德國政府迅速解散了罷工者選舉產生的414名成員組成的行動委員會，然後徵召了多達5萬名罷工者前往前線支援。行動委員會隨後承認罷工行動失敗，並於2月3日發出復工呼籲。

## 結果
罷工潮結束後後，有五萬名工人被徵召至前線作戰，隨後斯巴達克同盟的領導層（包括列奧·約基希斯）遭到逮捕。 此外，斯巴達克同盟也從中吸取教訓，了解到需要同時爭取德國士兵和工人的支持。